# Hubert Hilscher

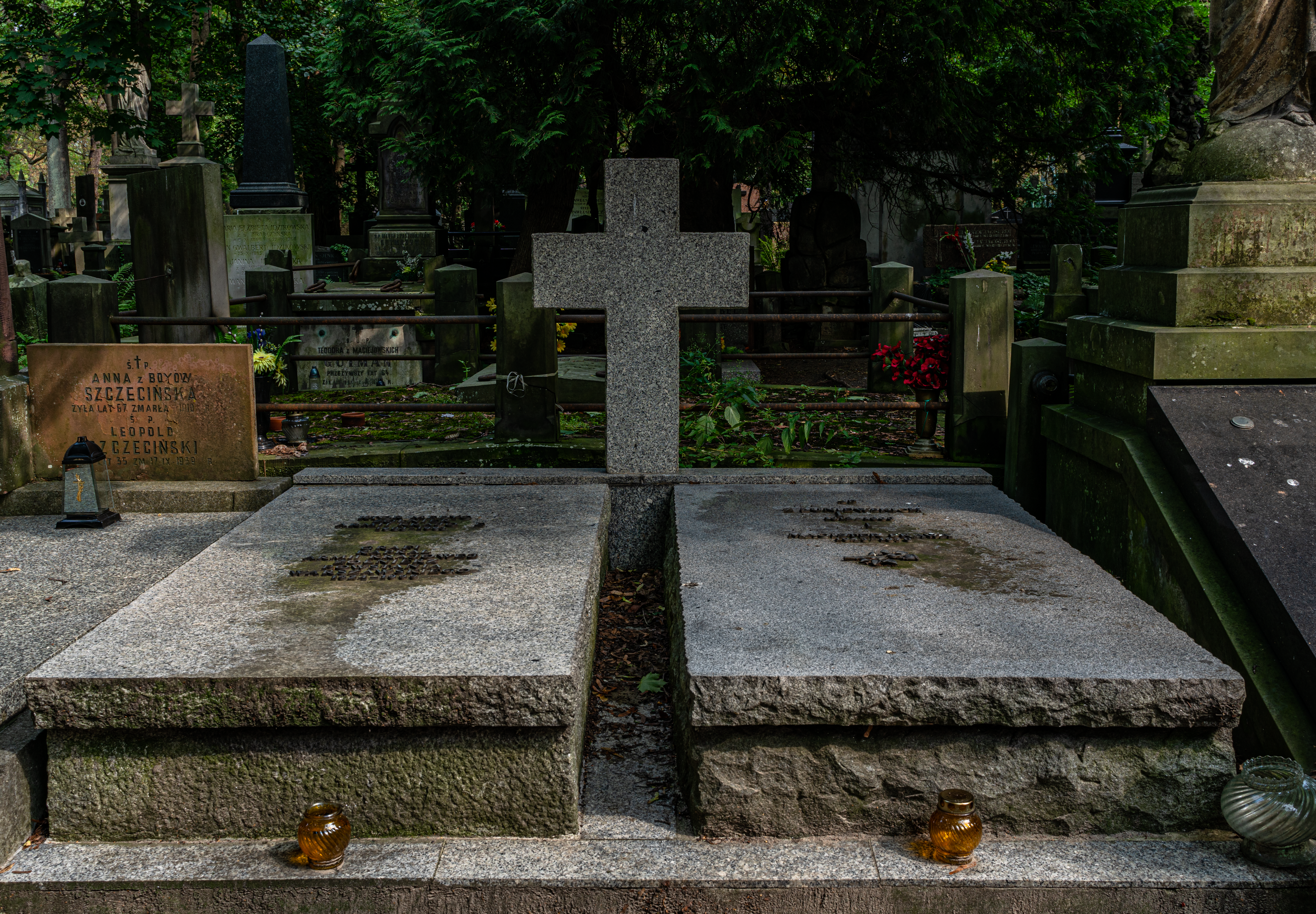
Grób Huberta Hilschera na cmentarzu Powązkowskim

Hubert Hilscher (ur. 25 października 1924 w Warszawie, zm. 19 września 1999 tamże) – polski artysta grafik. 

## Życiorys
Pochodził z zasymilowanej rodziny Niemców sudeckich. Był synem Adolfa i Heleny z Wójcików. Ojciec brał udział w Bitwie Warszawskiej (1920). 

### Lata okupacji niemieckiej, studia
Hubert i jego starszy brat Kazimierz byli żołnierzami Armii Krajowej, brali udział w powstaniu warszawskim. Kazimierz, podporucznik żandarmerii wojskowej AK, walczył w Śródmieściu, wywieziony do obozu jenieckiego - Stalagu X B Sandbostel. Hubert, kapral AK ps. „Zaremba”, walczył na Pradze.  
Podczas okupacji niemieckiej zdał „małą maturę” na tajnych kompletach i ukończył wydział budownictwa stalowo-żelbetowego w zawodowej szkole budownictwa zorganizowanej przez profesorów Politechniki Warszawskiej. Dyplom technika zdobył w czerwcu 1944 roku. Po powstaniu warszawskim zgłosił się do wojska, skąd skierowano go do oficerskiej szkoły artylerii w Chełmie Lubelskim, w maju 1945 roku został promowany  na porucznika artylerii ciężkiej. Został zwolniony z wojska z powodów zdrowotnych i zdał egzamin do Wyższej Szkoły Sztuk Plastycznych w Warszawie na wydział grafiki kształcący grafików dla drukarni. Po połączeniu w 1950 roku WSPP i Akademii Sztuk Pięknych rozpoczął studia na II roku ASP.  
Dyplom uzyskał w pracowni prof. Tadeusza Kulisiewicza w 1955 roku.

### Praca, projekty
Był wykonawcą przy pracach wystawienniczych projektów, dla których projektowali: Tomaszewski, Srokowski, Lenica, Fangor, Lipiński. Wspomina: 

„Kiedyś Tomaszewski zrobił projekt, gdzie na wiszących płótnach miały być rysunki: jabłuszka, kwiatuszki, w formacie 10 cm x 10 cm piórkiem na papierze. My musieliśmy to odpowiednio powiększyć na płótnie. i nie mogliśmy dojść do tego, jak oddać charakter piórka w takiej skali. Przede wszystkim płótno chłonie farbę, trudno uzyskać kreskę. Musieliśmy to płótno jakoś impregnować. Do tego, żeby dobrze realizować projekt, trzeba było zrobić bardzo szczegółową analizę. Analizowało się wszystko: kolor, kreskę, technikę. Na tym nauczyłem najwięcej, wcale nie na studiach.”

Zajmował się grafiką użytkową – projektowaniem i opracowaniem graficznym albumów i czasopism, plakatów (w wydawnictwach: WAG, KAW, SiT, RUCH, WAiF, Krupski i S-ka, MAW, PWN). W latach 1961–1970 kierownik artystyczny redakcji plakatu kulturalnego w Wydawnictwie Artystyczno-Graficznym; od 1959 do 1961 kierownik artystyczny „Przeglądu Kulturalnego”; od 1962 do 1983 kierownik artystyczny dwumiesięcznika o sztuce „Projekt” (opracował 140 numerów). W stanie wojennym współpracownik Muzeum Archidiecezji Warszawskiej i wydawnictw niezależnych, m.in. „Nowa”, „Przedświt” i „Krąg”.
Spoczywa na cmentarzu Powązkowskim w Warszawie (kwatera 42-6-19,20).

## Życie prywatne
Córka Krystyna Peters (ur. 1946  w Warszawie, zm. 1982 w Nowym Jorku), projektantka tkanin; syn Grzegorz Hilscher (ur. 1959).

## Wystawy
Indywidualne 1969 r. – Berlin, Bratysława, Budapeszt, Praga, Sofia, Wiedeń, 2015 r. - Warszawa; zbiorowe – IBA Lipsk, Międzynarodowe Biennale Sztuki Użytkowej Lublana, Międzynarodowe Biennale Plakatu Lahti, Międzynarodowe Biennale Plakatu Warszawa.

## Odznaczenia i nagrody
W 10 rocznicę Polski Ludowej za osiągnięcia w pracy artystyczno-graficznej 22 lipca 1955 został odznaczony Złotym Krzyżem Zasługi.
IBA Lipsk 1982, kilkanaście nagród w konkursach PTWK na najpiękniejsze książki roku, srebrny medal na Mostra Internationale di Manifesto Turistico w Mediolanie (1967 i 1970), nagroda prezydenta miasta Brna w 1974 na Międzynarodowym Biennale Grafiki, srebrny medal w 1981 na Międzynarodowym Biennale Plakatu w Lahti, trzykrotnie (1973, 1975, 1980) nagroda za „Najlepszy Plakat Roku” w Warszawie.

## Galeria

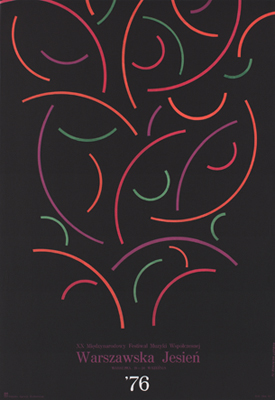
Hilscher Warszawska Jesień 76
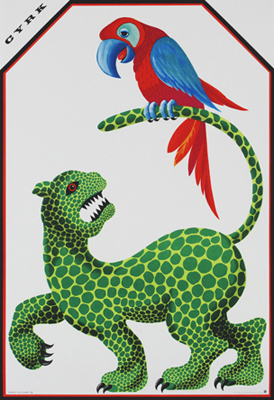
Hilscher Cyrk